# Morga
Morga ist eine Gemeinde (Municipio) in der spanischen Provinz Bizkaia der Autonomen Gemeinschaft Baskenland in der Comarca Busturialdea (Duranguesado). Morga hat 412 Einwohner (Stand: 2024), die mehrheitlich baskischsprachig sind, und besteht aus den Ortschaften Meakaur, Meaka, Morgaondo, Oñarte und Eskerika. 

## Lage
Morga liegt etwa 18 Kilometer ostnordöstlich von Bilbao in einer Höhe von ca. 140 m fünfzehn Kilometer südlich der Atlantikküste.  

## Einwohnerentwicklung
| Jahr      | 1970 | 1981 | 1991 | 2001 | 2011 | 2021 |
| Einwohner | 467  | 378  | 347  | 408  | 411  | 408  |

## Sehenswürdigkeiten

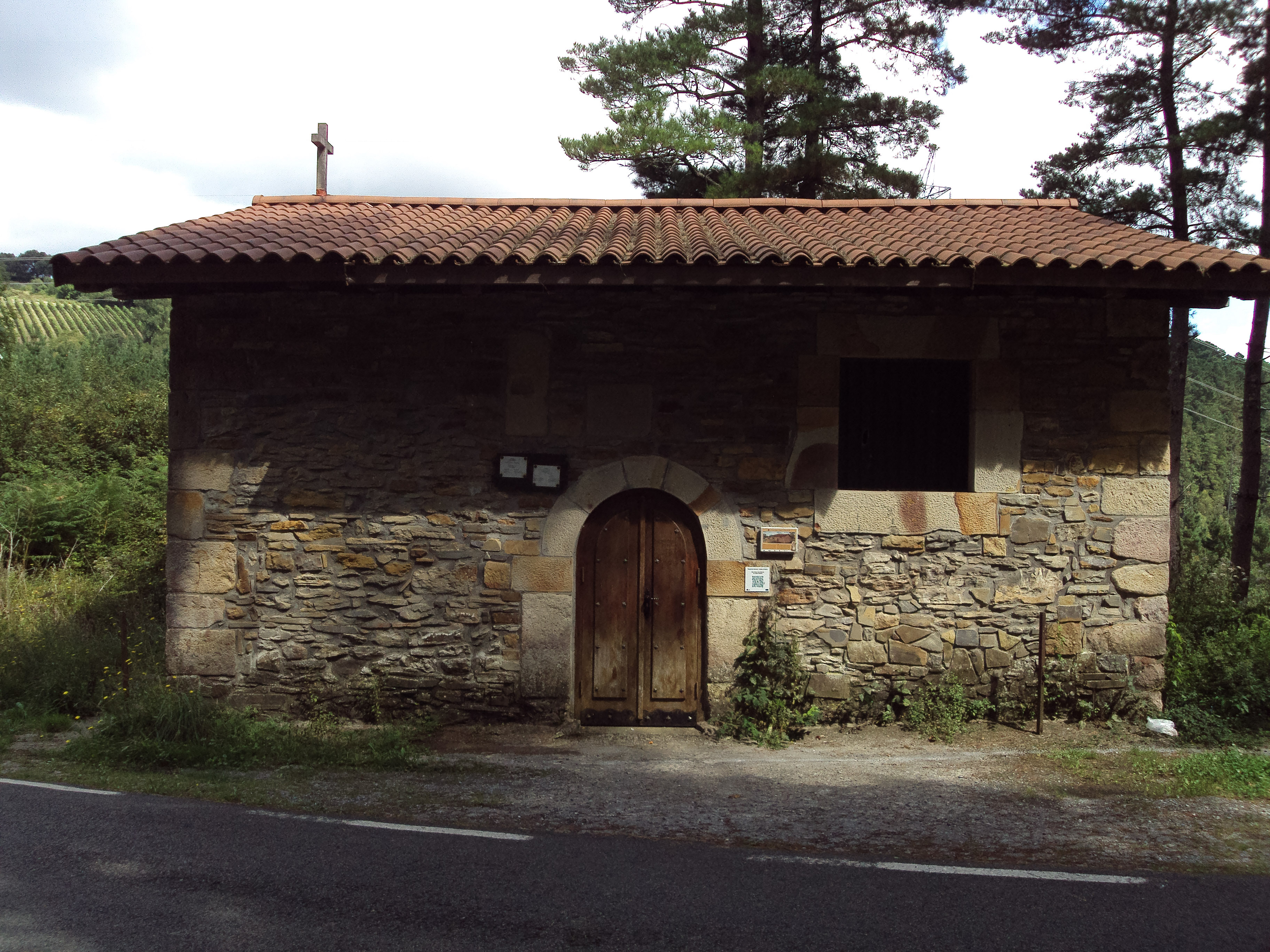
Marienkirche
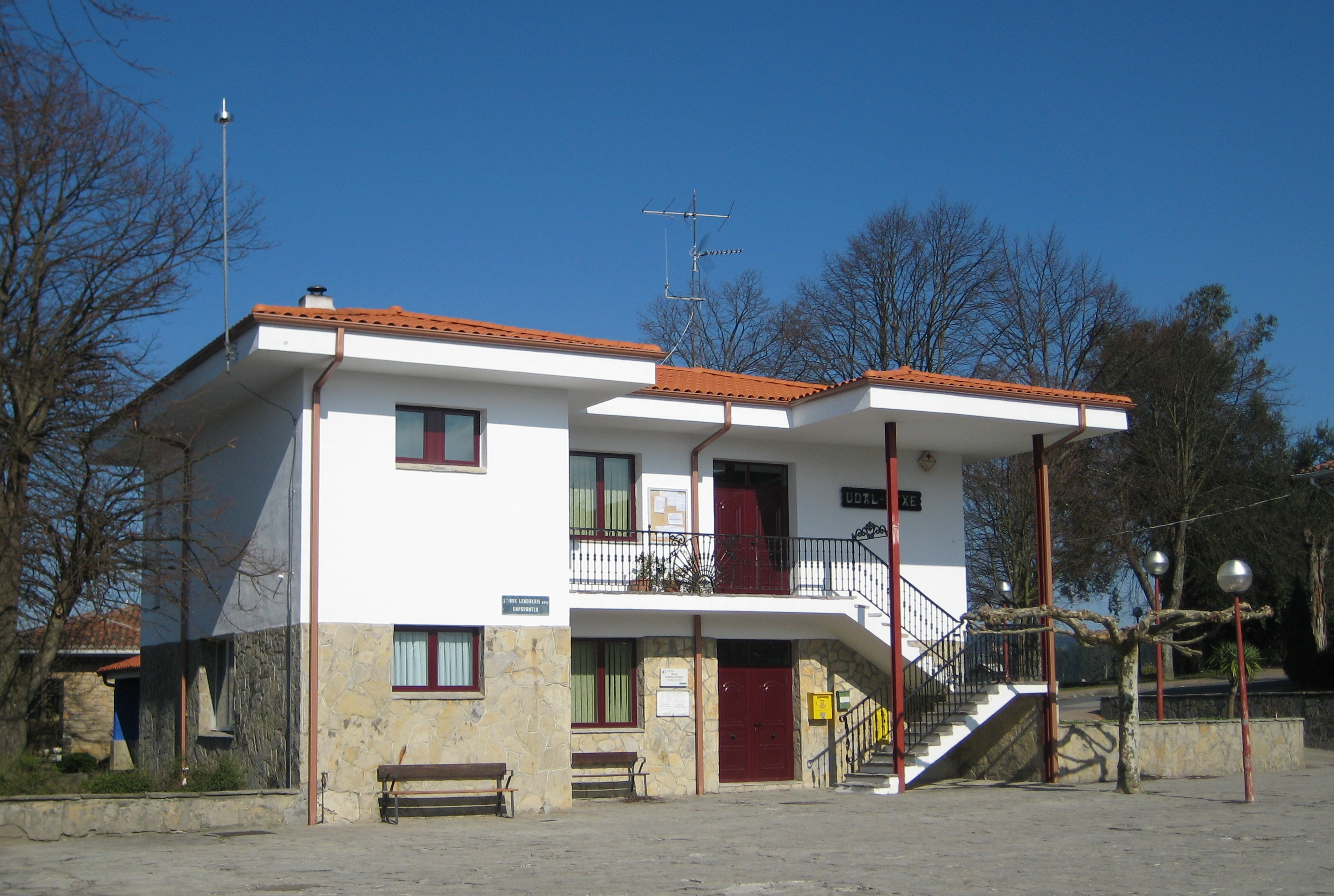
Stephanuskapelle

- Stephanuskapelle
- Rathaus

## Persönlichkeiten
- Kerman Lejarraga (* 1992), Boxer